# Crassinolanus
Crassinolanus  (лат.) — род прыгающих насекомых из семейства цикадок (Cicadellidae). Южная Америка. Длина 7-8 мм (самки крупнее).
Скутеллюм короткий, его длина немного больше длины пронотума. Голова субконическая, отчётливо уже пронотума; лоб узкий. Глаза относительно крупные, вытянуто-яйцевидные; оцеллии мелкие. Клипеус вытянутый и широкий. Эдеагус асимметричный, длинный.
Сходны по габитусу с Codilia и Tinocripus, отличаясь деталями строения гениталий. Род включают в состав подсемейства Coelidiinae.
- Crassinolanus dementius Nielson, 1982 — Боливия typus